# كيتو
سان فرانسيسكو دى كيتو التي غالبا ما يطلق عليها كيتو هي عاصمة الإكوادور التي تقع شمال غرب أمريكا الجنوبية. تقع مدينة كيتو في شمال وسط الإكوادور في حوض نهر جويلبامبا.يبلغ تعداد سكان كيتو 1,397,698 مليون نسمة وفقا لاخر احصائية لسنة 2001 وتقريبا 1,504,991 مليون نسمة كما قدرت البلدية في عام 2005. تعد كيتو الثانية في الإكوادور من حيث الكثافة السكانية بعد مدينة غواياكيل أكبر مدن الإكوادور. كيتو أيضا عاصمة مقاطعة بيشينشا ومقر منطقة العاصمة كيتو. في عام 2008 خصصت كيتو لتكون المركز الرئيسى لإتحاد ولايات أمريكا الجنوبية. يبلغ ارتفاع ميدان بلازا جراند (Plaza de La Independencia)
2,800 متر مما يجعل كيتو ثاني أعلى عاصمة فعلية بعد (لاباز، بوليفيا). وأعلى عاصمة دستورية رسمية متقدمة في ذلك على (سوكري ، بوليفيا) و(بوغوتا ، كولومبيا)يقع ميدان كيتو المركزي على بعد 25 كم جنوب خط الاستواء وتمتد المدينة إلى مسافة 1 كم من دائرة العرض صفر.
يحدد الكثير من النصب التذكارية والمتاحف مكان خط الاستواء والذي يطلق عليه منتصف العالم (la mitad del mundo)لذلك كلمة إكوادور هي الاسم الإسباني من خط الاستواء (اكواتور)
كيتو إلى جانب كراكوف كانتا من أول ما عرفتها اليونيسكو على انها مواقع تراثية عالمية عام 1978.

## التاريخ

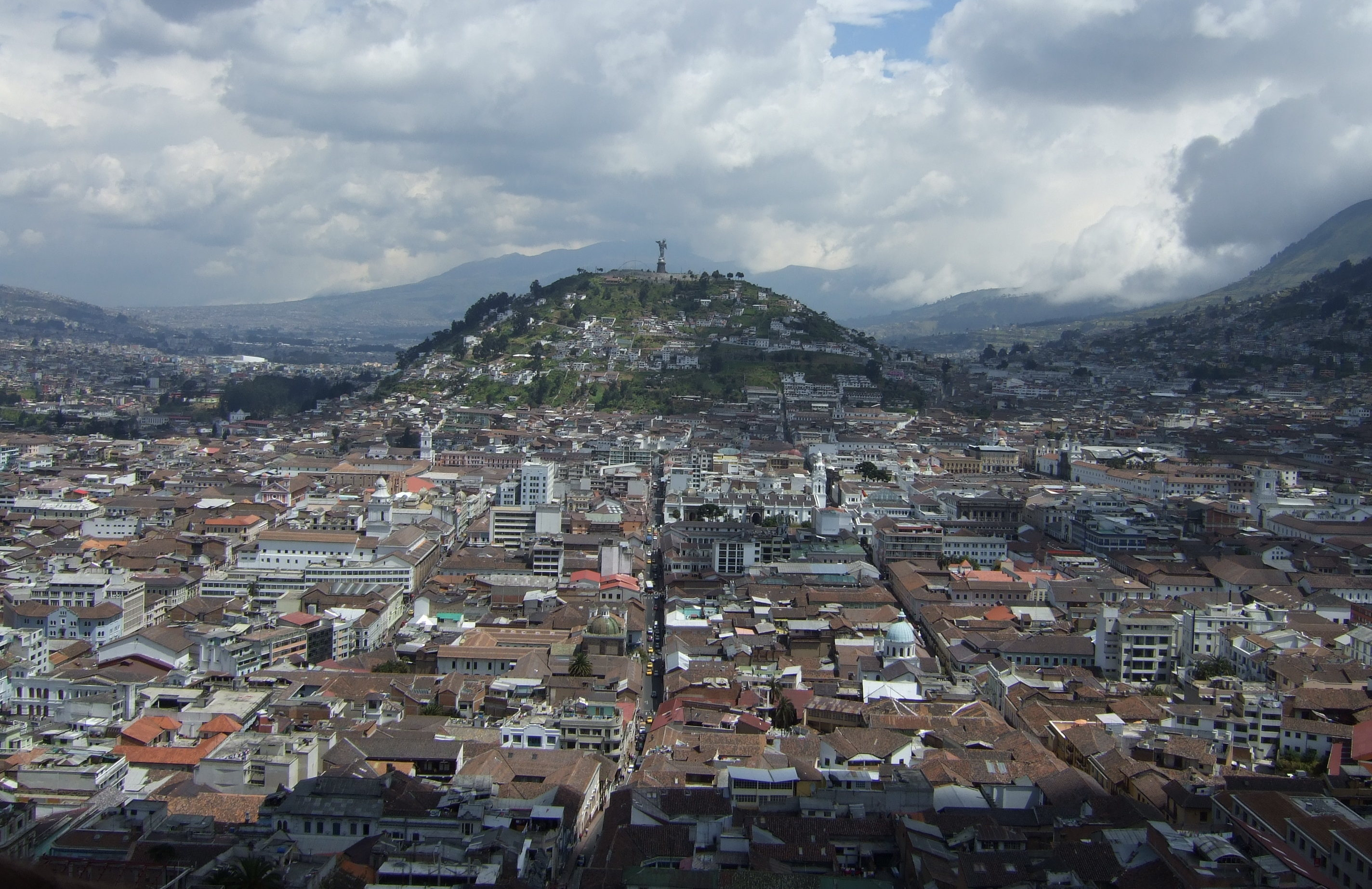
عذراء كيتو

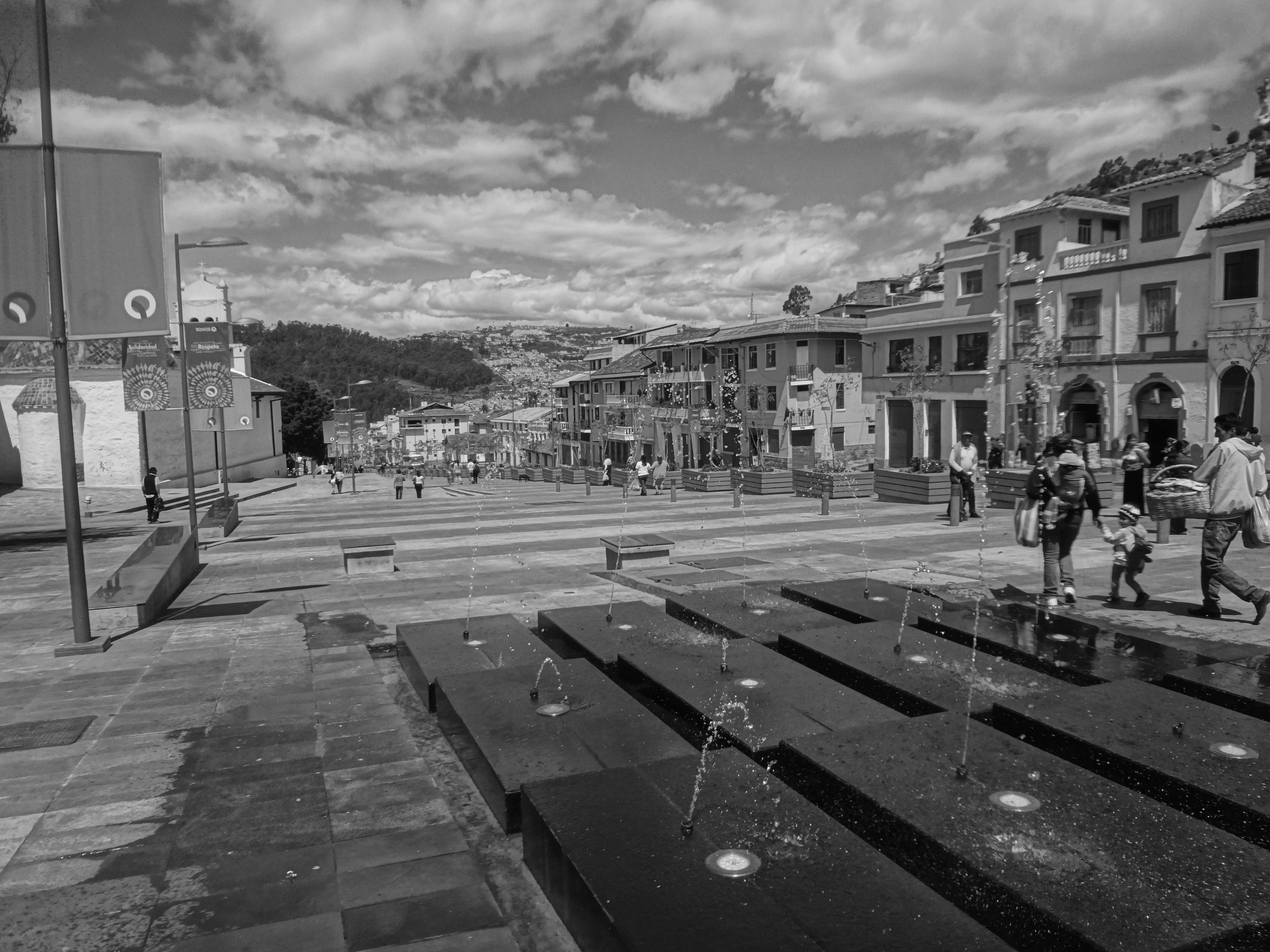
مركز التاريخي لكيتو - مواقع التراث العالمي من قبل اليونسكو

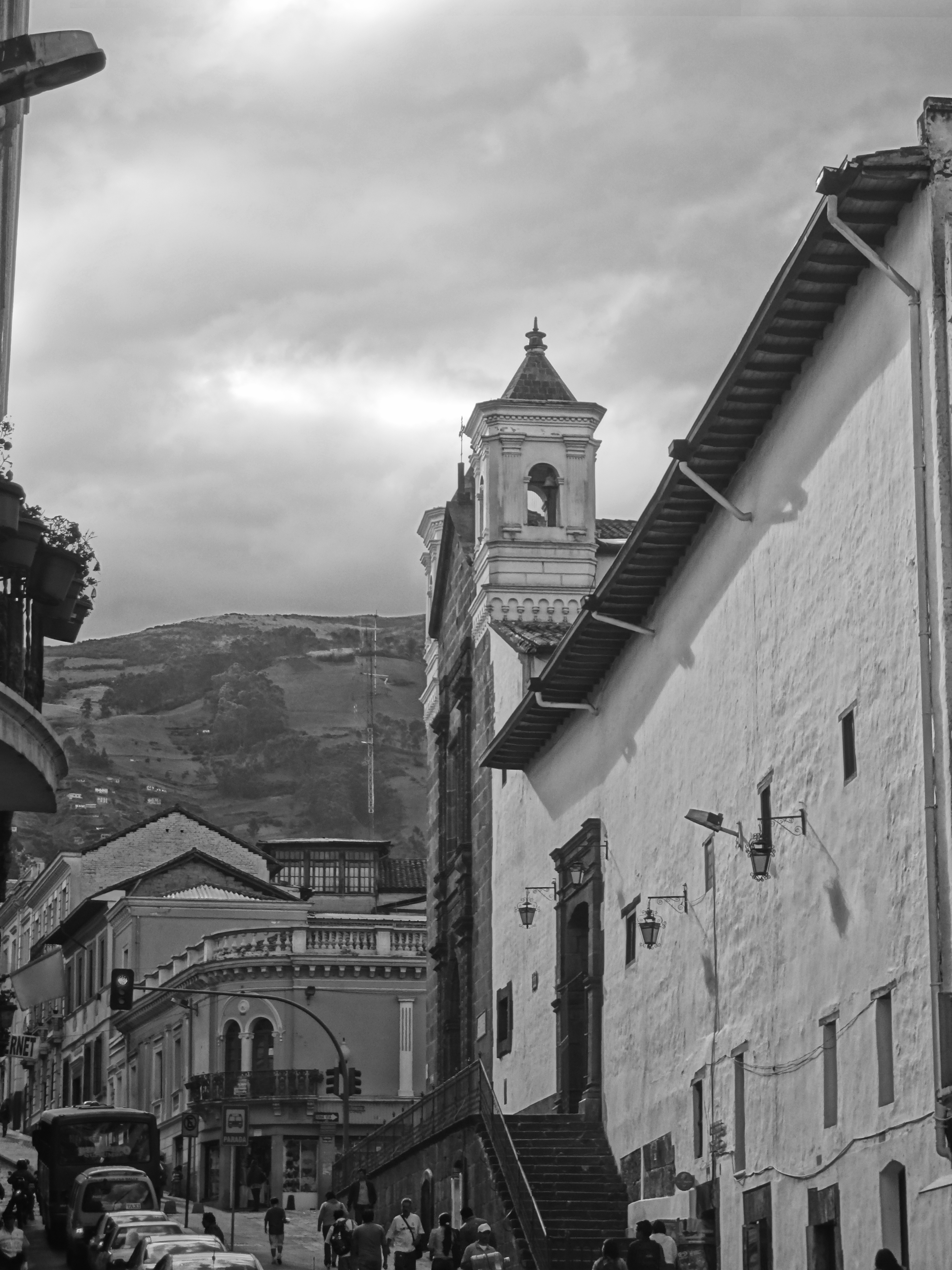
مركز التاريخي لكيتو - مواقع التراث العالمي من قبل اليونسكو

كيتو

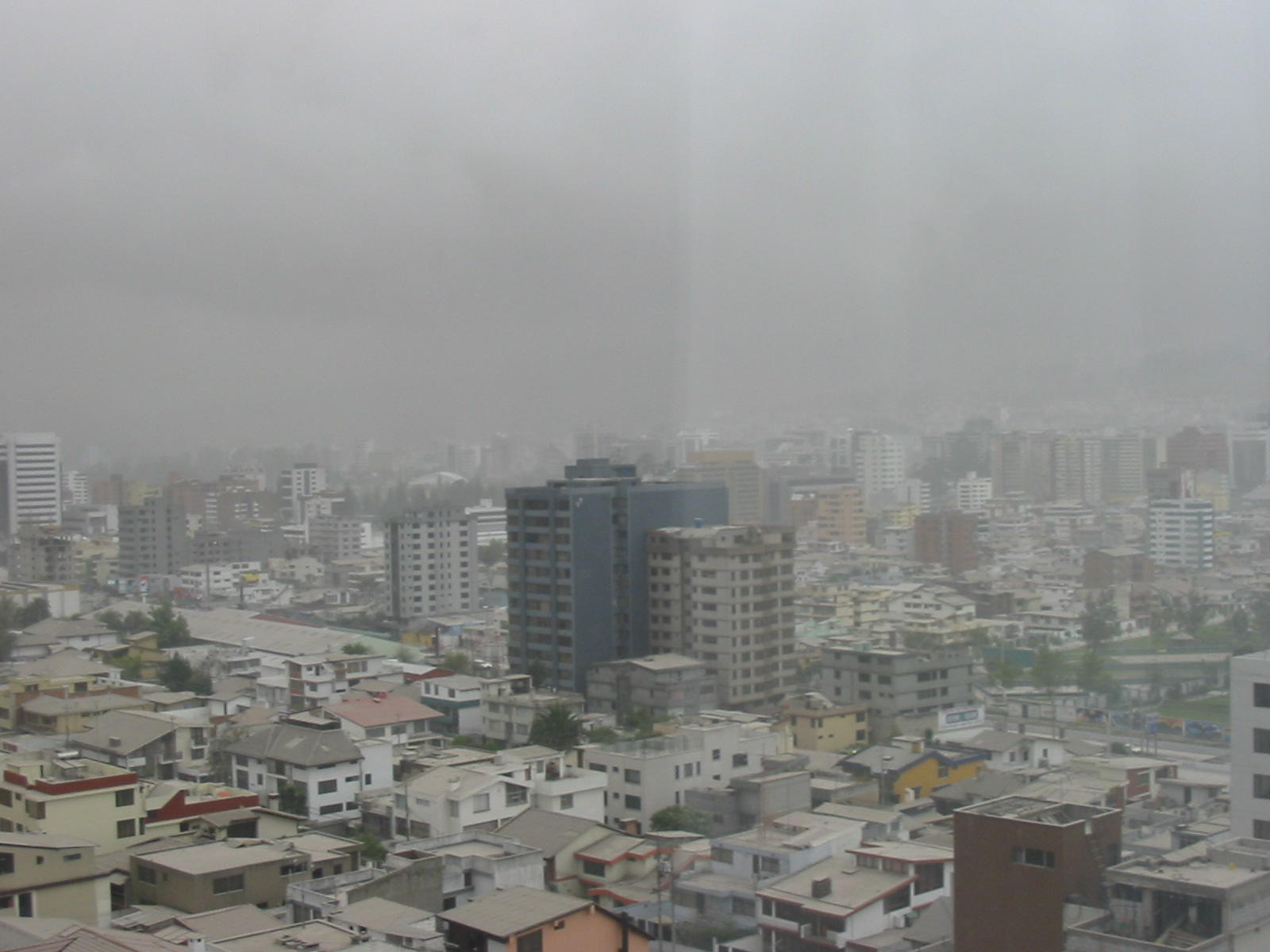
شمال كيتو

### ما قبل كولومبوس
يعود تاريخ كيتو إلى الألفية الأولى عندما احتلت قبيلة الكويتيو (السكان البدائيين الذين ارتحلوا إلى كيتو) هذه المنطقة وفي اخر الامر كونت مركزا تجاريا. ووفقا إلى كتاب جون دى فيلاسكو، تاريخ مملكة كيتو (1767) ان الكويتيو قد تم احتلالهم عن طريق قبيلة الكاراس الذين اسسوا مملكة كيتو حوالى عام 980 بعد الميلاد والتي استمرت لمدة أربعة قرون. ولكن بعد ذلك تم هزيمة الكاراس وحلفائها في الحرب من تايكوجاز وتيكسان من قبل جيش من 250,000 بقيادة توباك ابن امبراطور الإنكا. وبعد عدة عقود من التوحيد والاندماج دمجت مملكة الكيتو رسميا مع إمبراطورية الإنكا. وفي عام 1534 تم احتلال الكويتيو/الكاراس بواسطة الأسبان.

### الاستعمار
استمرت المقاومة الشعبية ضد الغزو الأسباني خلال العام 1534، مع تأسيس دييجو دى الماجرو سانتياجو دى كيتو (في الحاضر كولتا، بالقرب من ريوبامبا) في 15 أغسطس من نفس العام في وقت لاحق سيعاد تسميتها سان فرانسيسكو دى كيتو في 28 أغسطس. نقلت المدينة لاحقاً إلى موقعها الحالى وتم إعادة تأسيسها في 6 ديسيمبر عام 1535 بواسطة 204 مستعمر بقيادة سيباستيان دى بيلالكازار، الذي قبض على رومينناوى (Rumiñahui)
و انهى فعليا المقاومة التنظيمية. وتم اعدام رومينناوى في 10 يناير ,1535.
في 15 مارس عام 1541 تم اعلان كيتو على أنها مدينة وفي 14 فبراير، 1556 تم منحها لقب مدينة سان فرانسيسكو دى كيتو النبيلة المخلصة (Muy Noble y Muy Leal Ciudad de San Francisco de Quito).في عام 1536 أصبحت كيتو مقر الحضور الملكى (منطقة إدارية) من أسبانيا وأصبحت جزءاً نيابة الحكم عن بيرو.
كما هو الحال مع بقية الأماكن التي استعمرها الغزاة الأسبان المسيحيون، قاموا بترسيخ الكاثوليكية الرومانية في كيتو. تم بناء الكنيسة الأولى إل بيلين قبل أن يتم تأسيس المدينة رسمياً. في يناير 1535 تم تشييد دير سان فرانسيسكو وقد تم بناء تقريبا أول 20 دير وكنيسة خلال الفترة الاستعمارية. تم إكراه السكان المحليين على الدخول في المسيحية بواسطة الأسبان واستخدموهم في أعمال السخرة للبناء. أنشئت أسقفية كيتو في عام 1545 وتم ترقيتها إلى أبرشية كيتو عام 1849.في عام 1809 بعد حوالى 300 عام من الاستعمار الأسباني أصبحت كيتو مدينة لحوالى 10,000 ساكن. في 10 أغسطس عام 1809 بدأت حركة في كيتو والتي تهدف من أجل الاستقلال السياسى عن أسبانيا. في ذلك التاريخ وضعت خطة لتأسيس الحكومة وتم تنصيب خوان بيو مونتوفار رئيساً مع شخصيات أخرى بارزة في مختلف المناصب الحكومية الأخرى. ومع ذلك هذه الحركة المبدئية تم اخمادها في 2 أغسطس عام 1810 عندما حضر الجيش الإمبراطورى من ليما, بيرو وقاموا بقتل قواد الحركة إلى جانب 200 من سكان المدينة. حدثت سلسلة من النزاعات اختتمت في 24 مايو ,1822 عندما قاد انطونيو خوسيه دى سوكرى بأمر من سيمون بوليفار الجيش في معركة بيشينشا. وكان فوزهم علامة استقلال كيتو والمناطق المحيطة.

### كولومبياالكبرى
بعد عدة أيام من معركة بيشينشا في 24 مايو,1822، صرح قواد المدينة استقلالهم وتم السماح للمدينة بالالتحاق بإتحاد كولومبيا الكبرى. قام سيمون بوليفار بالذهاب إلى كيتو في 16 يونيو 1822 وكان حاضراً التوقيع على الدستور الكولومبى في 24 يونيو 1822. عندما تم احلال كولومبيا الكبرى في عام 1830، أصبحت كيتو عاصمة جمهورية الإكوادور التي شكلت حديثاً.

### العصر الجمهورى
في عام 1833 أغتيل أعضاء جمعية السكان الأحرار من قبل الحكومة بعد أن تآمروا ضدها، وفي 6 مارس 1845 قامت ثورة المارسيست. ثم في عام 1875 أغتيل رئيس البلاد غابرييل غارسيا مورينو في كيتو. وبعد عامين في 1877 تم قتل المطران خوسيه اجناسيو تشيكا باربا بالسم. في عام 1882 ظهر متمردون ضد نظام الديكتاتور اجانسيو دى فينتيملا. إلا أن ذلك لم ينه العنف والبطش السائدان في البلاد. في 9 يوليو 1883 شارك القائد الليبرالى في معركة غواياكيل، ولاحقاً بعد مزيد من النزاعات أصبح رئيساً للإكوادور في 4 سبتمبر 1895. وبعد إتمام فترة ولايته الثانية في 1911 انتقل إلى أوروبا. وعندما عاد إالى الإكوادور في 1912, عندما حاول العودة إلى السلطة، ألقى القبض عليه في 28 يناير 1912 وتم سجنه وتم اغتياله عن طريق مجموعة من الغوغاء اقتحموا السجن. بعد ذلك تم جر جثته في شوارع كيتو حتى حديقة المدينة حيث تم حرقه. في عام 1932 اندلعت حرب الأربعة أيام وهي حرب أهلية التي تلت انتخاب نيبتالى بونيفاز والتحقق لاحقاً من انه يحمل جواز سفر بيروفى. قام عمال مصنع النسيج الرئيسى بعمل إضراب في 1934 ومثل هذه الاضطرابات ما زالت مستمرة إلى يومنا هذا. في 12 فبراير 1949 أدى نشر رواية هربرت جورج ويلز حرب العوالم إلى ذعر على مستوى المدينة ومقتل أكثر من 20 شخص في حرائق أقامها الغوغاء. في السنوات الأخيرة أصبحت كيتو النقطة المحورية لمظاهرات واسعة أدت إلى طرد الرؤساء عبد الله بوكرم (5 فبراير 1997), جميل معوض (21 يناير 2000), لوسيو غوتيريز (20 أبريل 2005).

## الجغرافية
تقع كيتو في المرتفعات الشمالية من الإكوادور في حوض نهر جويلبامبا. ز قد بنيت المدينة على هضبة طويلة تقع في الجانب الشرقى من بركان بيشينشا. يحاط وادى نهر الجويلبامبا حيث تقع كيتو بالبراكين، بعضها مغطى بالثلوج والتي يمكن رؤيتها من المدينة في يوم صافى. بعض البراكين في كورديليرا الوسطى (رويال كورديليرا)، شرق كيتو، تحيط وادي الجويلبامبا وهي كوتوباكسي، سينكولاجوا، أنتيسانا وكايامبى. بعض البراكين في كورديليرا الغربية إلى غرب وادى الجويلبامبا هي ليلينزا، أتاكازو، بشينشا وبولولوا.

### البراكين المجاورة
أقرب البراكين إلى كيتو هو بركان بيشينشا يلوح في أفق الجهة الشمالية للمدينة. كيتو أيضا هي العاصمة المهددة مباشرةً ببركان نشط.يتكون بركان بيشينشا من عدة قمم من بينهم روكيو بيشينشا التي ترتفع 4,700 متر فوق مستوى البحر وجواجوا بيشينشا التي ترتفع 4,794 متر.جواجوا بيشنشا نشط حالياً وتتم مراقبته من قبل علماء البراكين في المعهد الجيوفيزيائى في الجامعة الوطنية للفنون المتعددة. وقع أكبر انفجار عام 1660 عندما غطى المدينة أكثر من 25 سنتيمتراً من الرماد. وقعت ثلاثة انفجارات ثانوية في القرن التاسع عشر. سجل أخر ثوران في 23 أغسطس 2006, عندما نفث كمية قليلة من الدخان وترسبت كمية كبيرة من الرماد على المدينة. بالرغم من عدم حدوث دمار إلا أن الثوران تسبب في اضطراب كثير من الأنشطة بما في ذلك إغلاق المطار الدولي. من غير المحتمل حدوث أي نشاط خطير في المستقبل القريب، كما تؤكد طوبوجرافية البركان ذلك، حتى عند حدوث انفجار فإن الحمم ستتدفق إلى المناطق الغربية الغير مأهولة بالسكان بعيداً عن كيتو التي تقع في الشرق. نشاط البراكين الأخرى المجاورة من الممكن أن يؤثر على المدينة. في نوفمبر 2002، بعد ثوران بركان ريفينتادور، أغدقت المدينة بطبقة من جزيئات الرماد وصلت إلى عمق عدة سنتيمترات.

### المناخ
تبعا لتصنيف مناخ كوبن، كيتو لديها مناخ شبه استوائى في المرتفعات. بسبب ارتفاعها وقربها من خط الاستواء، كيتو لديها إلى حد ما مناخ ثابت بارد مثل مناخ الربيع على مدار العام. متوسط درجة الحرارة في وقت الظهيرة هو 18.7 درجة مئوية (65.7 درجة فهرنهايت) وفي وقت الليل العادى ينخفض عن 9.3 درجة مئوية (48.7 درجة فهرنهايت). يبلغ متوسط درجة الحرارة السنوى 14.0 درجة مئوية (57.2 درجة فهرنهايت). تتعرض المدينة لموسمين فقط: موسم جاف وموسم الأمطار. الموسم الجاف من يونيو إلى سبتمبر يشار إليه بفصل الصيف؛ موسم الأمطار من أكتوبر إلى مايو ويشار إليه بفصل الشتاء. يصل هطول الأمطار السنوى (يعتمد هذا على الموقع) إلى ما يقارب 1010 مم (40 بوصة).

## الديموغرافية

### السكان
هذه هي الأرقام السكانية كما تحددت تبعاً لأخر إحصاء للسكان أجرى في 2001. الأرقام لا تعكس جميع سكان المقاطعة كذلك تتضمن المناطق الريفية المحيطة المنفصلة عن المدينة:

تعداد السكان: 1,397,698

عدد الأسر : 419,845

معدل الأمية: 3.6%

معدل البطالة: 8.9%

معدل العمالة الناقصة: 43.8%

## طوبوغرافية المناطق
تنقسم كيتو إلى ثلاثة مناطق تفصلها التلال:

المنطقة الوسطى: وتحتوى بيوت المدينة الاستعمارية القديمة.

المنطقة الجنوبية: هي المنطقة الصناعية والسكنية الرئيسية، ومنطقة سكنية للطبقة العاملة.

المنطقة الشمالية: هي كيتو الحديثة، مع مبانى شاهقة، مراكز تسوق، مدينة مالية ومناطق سكنية راقية وبعض المناطق السكنية من الطبقة العاملة.و هي موقع مطار ماريسكال سوكرى الدولي.

## السياسة

### الحكم
تحكم كيتو من قبل محافظ ومجلس المدينة المكون من 15 عضواً.ينتخب المحافظ لمدة أربع سنوات ويمكن أن يعاد انتخابه بعد ذلك.

### الأبرشيات الحضارية
في الإكوادور، تقسم المقاطعات إلى مساحات أصغر تسمى الأبرشيات وتسمى كذلك لأنها كانت تستخدم في الأصل من قبل الكنيسة الكاثوليكية ولكن مع ظهور العلمنة وتحرير دولة الإكوادور انفصلت الأبرشيات السياسية عن تلك التي استخدمت من قبل الكنيسة. الأبرشيات توصف بالحضارية إذا كانت داخل حدود العاصمة والمقاطعات المماثلة، وتوصف بالريفية إذا كانت خارج تلك الحدود. داخل كيتو الطريقة التي يتم بها تقسيم المدينة إلى أبرشيات حضارية تعتمد على المنظمات التي تستخدم هذه الابرشيات على سبيل المثال(مجلس البلدية، المحاكم الانتخابية، الخدمات البريدية والمعهد الإكوادورى للإحصاء).

### الأبرشيات الريفية
أبرشيات كييتو الريفية الرئيسية تحتوى مدينة الأقمار الصناعية كومبايا وتومباكو، يقع الاثنان في شمال شرق وادى تومباكو. كومبايا هي موطن لكثير من المدارس المهمة وجامعة سان فرانسيسكو دى كيتو. تحتوى هذه المنطقة على الكثير من مراكز التسوق والكنائس مثل إجليسيا دى كومبايا، إجليسيا دى تومباكو وإجليسيا دى ميرافيل.

### الأبرشيات الحضارية المحلية/الحكومية (كابيلدوس)
في عام عام 2008, قام مجلس بلدية كيتو بتقسيم المدينة إلى 32 أبرشية حضارية. هذه الأبرشيات والتي تستخدم من قبل مجلس البلدية في لأغراض إدارية، تعرف أيضاً بكابيلدوس منذ عام 2001. هذه الأبرشيات كالتالى:
1. بيليساريو كيفيدو.
2. كارسيلين.
3. سينترو هيستوريكو.
4. تشيليبولو.
5. تشيلوجالو.
6. تشيمباكيلى.
7. كوتشابما.
8. كوميتى دى البيبلو.
9. كونسيبسيون.
10. كوتوكولاو.
11. الكوندادو.
12. الإنكا.
13. جوامانى.
14. إناكيتو.
15. إتشيمبيا.
16. جيبيجابا.
17. كينيدى.
18. لا أرجيليا.
19. لا إكواتوريانا.
20. لا فيروفياريا.
21. لا ليبيرتاد.
22. لا مينا.
23. ماغدالينا.
24. ماريسكال سوكرى.
25. بونكيانو.
26. بوينغاسى.
27. كيتومي.
28. روميباما.
29. سان بارتولو.
30. سان خوان.
31. سولاندا.
32. توروبامبا.

### الأبرشيات الانتخابية الحضارية
الأبرشيات الانتخابية الحضارية تستخدم من قبل اللجنة الوطنية للانتخابات (حتى عام 2008 وفقا لدستور الإكوادور كان يعرف بالمحكمة الانتخابية العليا)و بواسطة محكمة بيشينشا الانتخابية من أجل توزيع أوراق الاقتراع وفرز الأصوات الانتخابية. وبعكس الأبرشيات الريفية، الأبرشيات الحضارية ليس لديهم ولا ينتخبون مجلس أبرشى. داخل كل من هذه الأبرشيات، هناك واحدة أو أكثر من المدارس حيث تجرى الانتخابات، وعادة يوم الأحد.وفقاً للاستبيان الإكوادورى الذي أجرى في 2008 هناك 19 أبرشية حضارية من هذا النوع على النحو التالى:

1.ألفارو.

2.بينالكازار.

3.تشاوبيكروز.

4. تشيلوجالو.

5. كوتوكولاو.

6. السلفادور.

7.غونزاليس سواريز.

8.جوابولو.

9.لا فلوريستا.

10. لا ليبيرتاد.

11. ماغدالينا

12.لا فيسينتينا.

13.سان بلاس.

14.سان ماركوس.

15.سان روكى.

16. سان سيباستيان.

17. سانتا باربرا.

18. سانتا بريسكا.

19. فيلا فلورا.

لاحقاً في عام 2008 تمت إزالة أبرشية غونزاليس سواريز الصغيرة نسبياً من القائمة قبل أنتخابات عام 2009.

### الأبرشيات الإكليركية
قامت مطرانية كيتو الكاثوليكية الرومانية بتقسيم المدينة إلى 167 أبرشية التي تم تجميعها إلى 17 منطقة.

### المجتمع اليهودى
يحتوى المجتمع اليهودى المتمركز في كيتو على 500 فرد إلا أن هذا العدد في تناقص مستمر بسبب أن الشباب يسافر إلى إسرائيل أو بلاد أخرى للدراسة ولا يعودون مرة أخرى. هناك مدرسة يهودية في كيتو، تأسست عام 1973 التي تخدم كلاً من الطلاب اليهوديين وغير اليهوديين من رياض الأطفال وحتى الصف الثاني عشر. يحتفل بجميع العطلات اليهودية في المدرسة، ويدرس بها العلوم اليهودية والعبرانية.المجتمع اليهودى في كيتو لديهم بناء خاص، دار مسنين ودار عبادة يقدم خدمات في يوم السبت.

## وسائل النقل

### النقل البرى

#### نقل الطرق

##### وسائل النقل العامة
«شبكة النقل العام المتكاملة» هو نظام تشغيل حافلات النقل السريع في كيتو، ويمر عبر المدينة الجنوب إلى الشمال. وينقسم إلى ثلاثة أقسام الخط الأخضر (الترام المركزى ويعرف باسم الترول) ,الخط الأحمر (شمل شرق إكوفيا) والخط الأزرق (شمال غرب الممر المركزى). بالإضافة إلى هذا النظام يوجد الكثير من الحافلات تعمل بالمدينة.جميع الحافلات لديها اسم ورقم ولديها مسار محدد. بالنسبة لسيارا الأجرة فكلها لونها أصفر وتعمل بالعداد لإظهار الأجرة وهناك ما يقارب من 8,800 سيارة أجرة مسجلة.

##### وسائل النقل الخاصة
بالرغم من أن وسائل النقل العام تشكل وسائل التنقل الأساسية في المدينة بما تشمله من مجموعة كبيرة من سيارات الأجرة التي تطوف المدينة باستمرار، إلا أن الإقبال على استخدام العربات الخاصة ازداد بشكل كبير خلال العقد الماضى.نظراً لزيادة ازدحام الطرق في العديد من المناطق، هناك خطط لإنشاء خط سكك حديدية خفيفة والتي ستحل محل الجزء الخاص بعربات الجزء الشمالى. ومن المتوقع أن يبدأ البناء في 2010.

##### الطرق والشوارع الرئيسية
نظراً لأن كيتو تعد 40 كم طولاً و 5 كم عرض على أوسع نطاق، فإن أهم الطرق الرئيسية في المدينة تمتد من الشمال إلى الجنوب. الطريقان السريعان الرئيسيان يمتد من الجزء الشمالى من المدينة إلى الجزء الجنوبى وهما الطريق الشرقى على التلال الشرقية التي تحد المدينة والطريق الغربي على الجانب الغربي من المدينة على بركان بيشينشا. طريق العاشر من أغسطس أيضاً يمتد من الشمال إلى الجنوب من خلال معظم المدينة ماراً بوسطها. بسبب التلال وشكل المدينة المنحنى من الصعب توضيح نمط اشبكة.و يقوم المركز التاريخي للمدينة غلى نمط الشبكة وبالرغم من التلال إلا أن الشوارع فنزويلا، وشيلي، غارسيا مورينو، وغواياكيل تعد الأكثر أهمية.
بعض أهم الطرق في كيتو:

• طريق نهر الأمازون.

• طريق باتريا.

• طريق دى لا برينسا.

• طريق فرانسيسكو دي أوريلانا.

• طريق 6 ديسيمبر.

• طريق الجينرال رومينياوى.

• طريق دى لوس سيريس.

• طريق إنتروسيانيكا.

• طريق ناسيونى س أونيداس.

• طريق غونزاليس سواريز.

• طريق 10 أغسطس.

• طريق ريال أوديينسيا.

• طريق دييغو فاسكويز.

• طريق غالو بلازا.

• طريق ايلوي ألفارو.

• طريق الإنكا.

• طريق الجمهورية.

• طريق نابو.

• طريق ريبابليكا دى السلفادور.

• طريق فيسنت مالدونادو.

• طريق أميركا.

#### نقل السكك الحديدية
هناك خط سكة حديد الذي يمر عبر الجزء الجنوبى من كيتو ويمر عبر محطة تشيمباكالى. ويدار بواسطة شركة السكك الحديدية الإكوادورية.و هذا الشكل من وسائل النقل يستخدم غالباً للسياحة.

### النقل الجوى
يقوم مطار ماريسكال سوكري الدولي بالخدمة كمطار المدينة الرئيسى لنقل الركاب والشحن. طول مدرجه هو 3120 متر وصالح للتعامل مع أنواع كثيرة من الطائرات الكبيرة. يقع المبنى الرئيسى في طريق أمازون. يقع المطار على بعد 10 كم شمالاً من وسط المدينة. بسبب المبانى الشاهقة ووجود الضباب ليلاً الهبوط من الجنوب ليس سهلاً كما في العديد من المطارات. تقوم العديد من الرحلات الداخلية إلى غواياكيل، كوينكا، لاجو أغريو، كوكا، تارابوا، ، مانتا، بورتوفييخو، ماسياس، تولكان وغيرهم الكثير. الرحلات إلى جزر غالاباغوس تصل عبر غواياكيل. الكثير من الخطوط الجوية الدولية لديها مكاتب في كيتو؛ معظمهم بالقرب من طريق أمازون. يوفر المطار العديد من الرحلات إلى مدريد وامستردام ونيويورك واتلانتا وهيوستن وميامي وبوغوتا وميدلين وكالي، ليما، سانتياغو، بنما سيتي، سان خوسيه، ريو دي جانيرو، ساو باولو وغيرهم الكثير. سوف يتم الانتهاء من بناء مطار جديد في أبرشية تابابيلا الريفية في وادى مجاور خارج حدود المدينة بدأ في 2006 وستنتهى بحلول عام 2010.